# Josh Fields (baseball, 1982)
Pour l'autre sportif du même nom, voir Josh Fields (baseball, 1985).
Joshua Dean Fields (né le 14 décembre 1982 à Ada, Oklahoma, États-Unis) est un joueur de troisième but de baseball qui évolue en Ligue majeure de baseball de 2006 à 2010 et en Ligue Centrale du Japon en 2011. Durant ses études universitaires, il pratique également le football américain au poste de quarterback. 

## Carrière
Après des études secondaires à la Stillwater High School de Stillwater (Oklahoma), Josh Fields suit des études supérieures à l'Oklahoma State University où il porte les couleurs des Oklahoma State Cowboys de 2002 à 2004 en baseball et en football américain. Excellent quarterback, il porte le record d'OSU à 55 passes pour un touchdown, et mène les Cowboys lors de deux bowls.
En baseball, sa moyenne au bâton reste solide lors de ses trois saisons universitaires (0,383, 0,358 puis 0,362) et il figure dans l'équipe des étoiles de la Big 12 Conference en 2003. 
Après avoir hésité, Fields opte pour le baseball au niveau professionnel. Il est drafté le 7 juin 2004 par les White Sox de Chicago au premier tour de sélection. 
Fields passe deux saisons en ligues mineures avant d'effectuer ses débuts en Ligue majeure le 13 septembre 2006. À l'occasion de son premier passage au bâton en Ligue majeure, il réussit un coup de circuit. 
Josh Fields joue pour les White Sox de Chicago de 2006 à 2009. Supplanté par Gordon Beckham comme joueur de troisième but régulier de l'équipe en cours de saison 2009, il est échangé le 5 novembre aux Royals de Kansas City. Ces derniers obtiennent aussi dans ce transfert le joueur de deuxième but Chris Getz en retour du deuxième but Mark Teahen.
En décembre 2010, il signe un contrat des ligues mineures avec les Pirates de Pittsburgh. Il est cependant échangé aux Rockies du Colorado durant le camp d'entraînement puis cédé aux mineures par ces derniers. En juin, il quitte pour le Japon où il rejoint les Yomiuri Giants de la Ligue Centrale. Il n'y obtient pas beaucoup de succès avec une moyenne au bâton de seulement ,202 en 40 parties jouées. 
En 2012, il est mis sous contrat par les Dodgers de Los Angeles mais est assigné toute la saison à leur club-école d'Albuquerque. En novembre 2012, il signe un contrat des ligues mineures avec les Phillies de Philadelphie.

## Statistiques
| Saison | Équipe      | G   | AB  | R  | H   | 2B | 3B | HR | RBI | SB | BA    |
| ------ | ----------- | --- | --- | -- | --- | -- | -- | -- | --- | -- | ----- |
| 2006   | Chicago WS  | 11  | 20  | 4  | 3   | 2  | 0  | 1  | 2   | 0  | 0,150 |
| 2007   | Chicago WS  | 100 | 373 | 54 | 91  | 17 | 1  | 23 | 67  | 1  | 0,244 |
| 2008   | Chicago WS  | 14  | 32  | 3  | 5   | 1  | 0  | 0  | 2   | 0  | 0,156 |
| 2009   | Chicago WS  | 79  | 239 | 29 | 53  | 5  | 2  | 7  | 30  | 2  | 0,222 |
| 2010   | Kansas City | 13  | 49  | 5  | 15  | 0  | 0  | 3  | 6   | 0  | 0,306 |
| Totaux | Totaux      | 217 | 713 | 95 | 167 | 25 | 3  | 34 | 107 | 3  | 0,234 |

Note : G = Matches joués ; AB = Passages au bâton; R = Points ; H = Coups sûrs ; 2B = Doubles ; 3B = Triples ; 
HR = Coup de circuit ; RBI = Points produits ; SB = Buts volés ; BA = Moyenne au bâton.